# オリアナ (初代)
オリアナ（SS Oriana）は、1960年に就航したイギリスP&O社の客船。イギリス・オーストラリア間の定期航路やオーストラリア周辺のクルーズに用いられた。また、引退後の1987年からは大分県別府市の別府港に係留され、フローティング・ミュージアムとして営業した。

## 船歴

### オーシャン・ライナーとして
オリアナは、P&O社の最後のオーシャン・ライナーである。イギリス・ランカシャーにあるヴィッカー・アームストロング社バロウ・イン・ファーネス造船所で建造され、1959年11月3日に進水した。オリアナという名は、イギリス女王エリザベス1世の雅名である。
オリアナの処女航海は、1960年12月、サウサンプトンからシドニーまでであった。オリアナは、当時、イギリスとオーストラリア、ニュージーランド間に就航していた中で、最大かつ最速の客船であった。大きさでは、直後の1961年に就航したキャンベラにその座を譲ったが、速力では、引退する1986年までP&Oの船団の中で最速を保った。
日本へは1963年4月に初めて寄港した。また、1964年の東京オリンピックの際には、横浜港に停泊し海上ホテルとして使用された。

### クルーズ船として
1973年以降、オリアナはクルーズ船に転用され、1981年から引退する1986年3月まで、シドニーを本拠地としていた。

### 日本へ

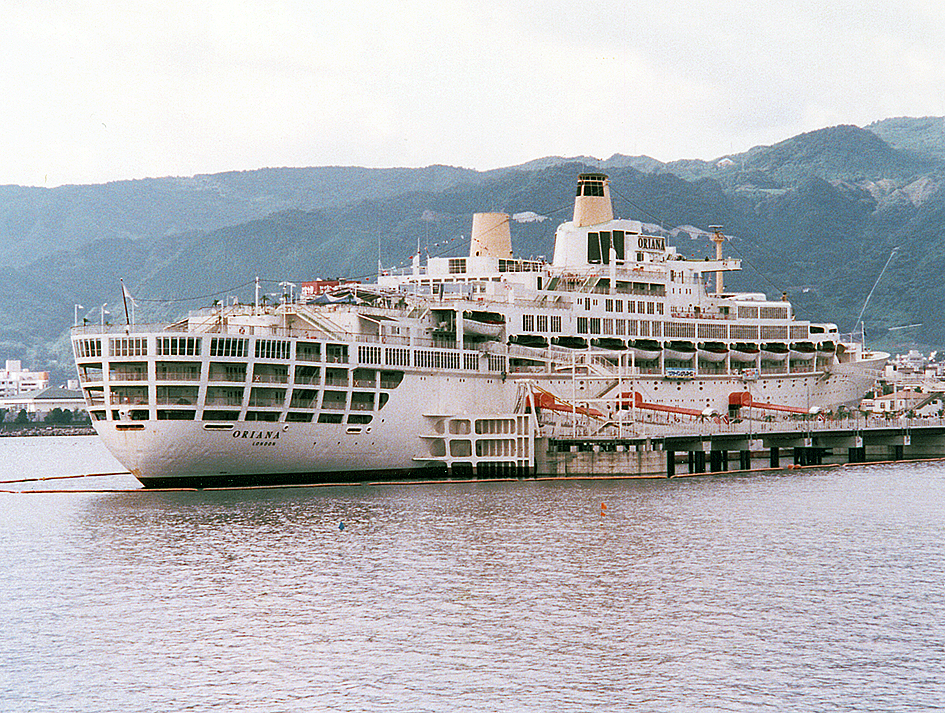
マリーン・ミュージアム SSオリアナ（別府国際観光港）

引退から2か月後の1986年5月、大和ハウス工業が設立したロイヤル海洋観光がオリアナを購入。オリアナは大阪に回航されて改装を受けた。フローティング・ホテルとしての営業も検討されたが、改装費や別府旅館組合など反対からミュージアムとして営業することとなり、1987年8月1日に大分県別府市の別府港でマリーン・ミュージアム SSオリアナとしてオープンした。
オリアナの優雅な船体は別府港のシンボルとして親しまれたが、入場料設定が高かったため、初年度の入場者は目標の120万人に対して80万人にとどまった。1993年度には入場者が目標の6分の1に過ぎない22万人にまで落ち込むなど、営業的には成功を収めることはできず、1994年10月24日、ロイヤル海洋観光は1995年3月に営業を終了することを発表。営業終了にあたって船体を大分県、別府市に寄贈すると申し出た。大分県、別府市側では活用の目途が立たないことから、この申し出が受け入れられることはなかった。

### 中国へ
その後、売却先として中国やドイツ、イギリスから打診があったが、公的機関として現状変更をせず長く使うという点から、中国の湖北省秦皇島港港務局への売却が決まった。1995年7月17日、オリアナは「さようなら　ありがとう」と書かれた垂れ幕を掲げて別府湾を離れ、中国へ曳航された。中国では秦皇島でレストラン船「奥麗安婦」として営業されていたが、1998年末に上海港で再塗装を施され、翌1999年にオリアナ号豪華客船博物館として営業を再開した。さらに2002年からは大連の星海湾公園で大連オリアナ海上主題公園（テーマパーク）として営業していたが、2004年6月16日夜、台風6号の影響下の暴風雨のため船体が傾き浸水。修復不能と判断され、2005年に解体された。
オリアナの名は、1995年に就航したP&O社のクルーズ客船「オリアナ」に受け継がれた。